# تاكسيلا
تاكسيلا أو تاكشاشيلا مدينة قديمة تقع شمال غرب باكستان الحالية. وهي موقع أثري مهم، وأعلن عنها موقع تراث عالمي اليونسكو في عام 1980.  تقع أطلالها بالقرب من مدينة تاكسيلا الحديثة في البنجاب الباكستانية، على بعد حوالي 35 كم (22 ميل) شمال غرب روالبندي. 
تقع تاكسيلا عند تقاطع محوري بين شبه القارة الهندية وآسيا الوسطى. يعود أصلها كمدينة إلى حوالي 1000 قبل الميلاد. بعض الأطلال في تاكسيلا تعود إلى زمن الإمبراطورية الأخمينية في القرن السادس قبل الميلاد، تليها تباعا الإمبراطورية الماورية، الهندو اليونانية، الهنود السكيثيون، الكوشان. ونظرا لموقعها الاستراتيجي، فقد تغيرت تاكسيلا عدة مرات على مر القرون، وتنافست عدة إمبراطوريات على ملكيتها. عندما انحسرت أهمية طرق التجارة القديمة العظيمة التي تربط بين هذه المناطق، انحسرت معها أهمية المدينة، ودمرت أخيرا من قبل بدو الهونا في القرن الخامس. اكتشف عالم الآثار ألكسندر كننغهام أنقاض تاكسيلا في منتصف القرن التاسع عشر.
كان تاكسيلا مركزا للعلم واعتبرها البعض بأنها كانت من أوائل الجامعات في العالم.  أما البعض الآخر فلا يعتبرها جامعة بالمعنى الحديث، حيث أن المعلمين الذين يعيشون هناك قد لا تكون لديهم عضوية رسمية في كليات معينة، ولا يبدو أن هناك قاعات محاضرات وأحياء سكنية بنيت لهذا الغرض في تاكسيلا،  على عكس جامعة نالاندا في شرق الهند. 
في عام 2006 تم تصنيف تاكسيلا كأهم وجهة سياحية في باكستان من قبل صحيفة الجارديان.  في تقرير عام 2010، حدد صندوق التراث العالمي تاكسيلا كواحدة من 12 موقعا في جميع أنحاء العالم «على وشك الإصابة والأضرار لا يمكن إصلاحها»، مشيرا إلى عدم كفاءة الإدارة، وضغوط التنمية، والنهب، والحرب والصراعات باعتبارها تهديدات رئيسية. 